# Amblylakis leprosipes
Amblylakis leprosipes är en insektsart som beskrevs av Henri Saussure 1899. Amblylakis leprosipes ingår i släktet Amblylakis och familjen vårtbitare. Inga underarter finns listade i Catalogue of Life.